# Lista de campeões mundiais de duplas da WCW

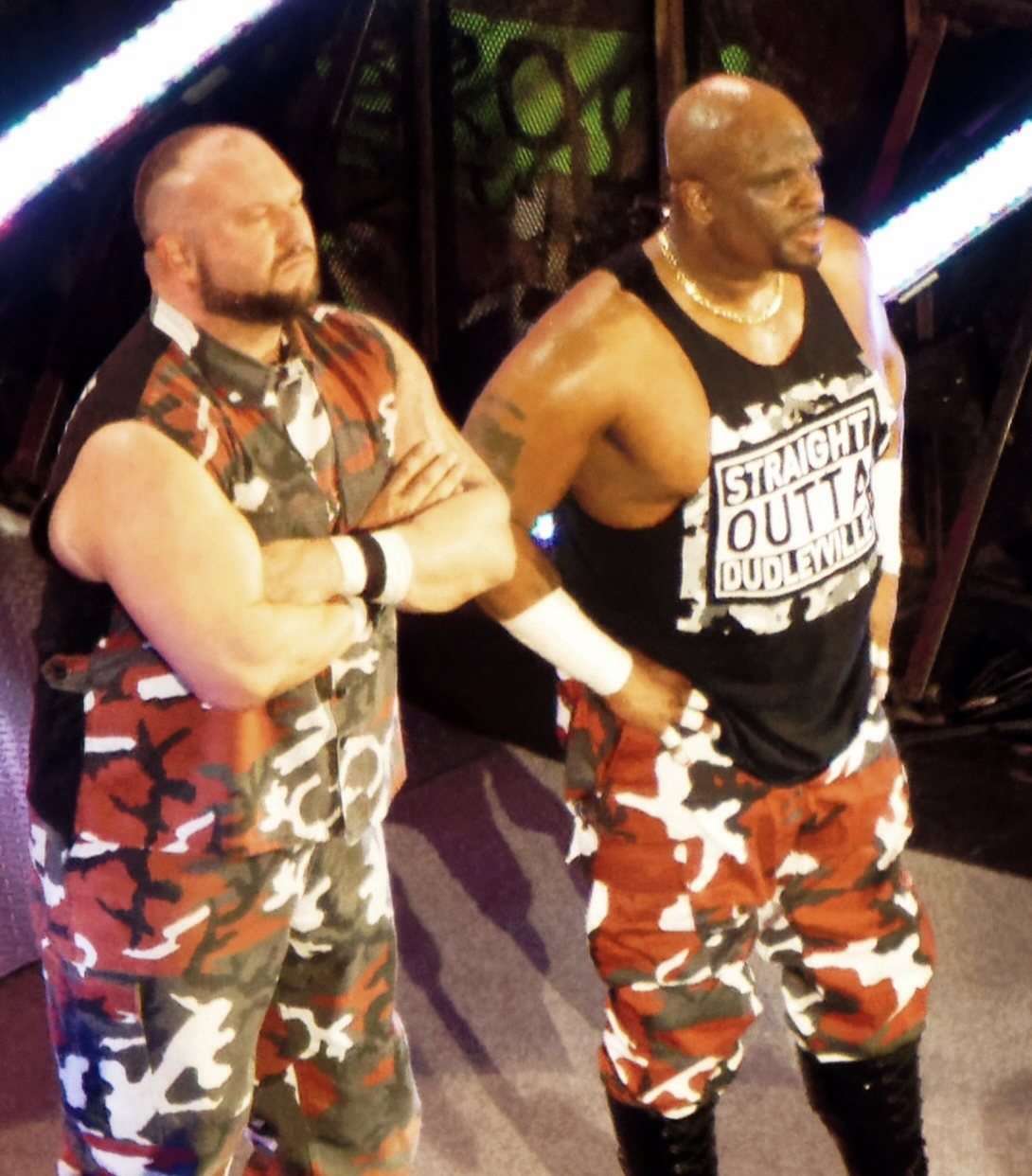
Os Dudley Boyz (Bubba Ray e D-Von Dudley) foram os últimos campeões.

O WCW World Tag Team Championship foi um título mundial de duplas de luta livre profissional disputado na World Championship Wrestling (WCW). O título foi criado em janeiro de 1975 como a versão regional do NWA World Tag Team Championship a ser disputado na Mid-Atlantic Championship Wrestling (MACW), parte das Jim Crockett Promotions (JCP), membro da National Wrestling Alliance (NWA) da Geórgia. Em 1991, a Turner Broadcasting System (TBS) comprou a Jim Crockett Promotions, a transformando na World Championship Wrestling. Com isso, o título passou a ser chamado "WCW World Tag Team Championship".
Em 1992, Terry Gordy e "Dr. Death" Steve Williams, os então campeões, também conquistaram o NWA World Tag Team Championship. Como resultado, os dois títulos foram defendidos juntos até setembro de 1993, quando a WCW deixou a NWA. Em março de 2001, após a WCW ser comprada pela World Wrestling Federation (WWF), o título passou a ser disputado na federação. No Survivor Series de 2001, os Dudley Boyz, então campeões, derrotaram os campeões da WWF Hardy Boyz para unificar os cinturões. Após a unificação, o título da WCW foi desativado em detrimento ao título da WWF.
Os campeões inaugurais foram Gene e Ole Anderson, coletivamente conhecidos como The Minnesota Wrecking Crew, que receberam o título em janeiro de 1975. A dupla Harlem Heat, formada por Booker T e Stevie Ray, possui o maior número de reinados, com 10. O Minnesota Wrecking Crew possui o maior número de dias com o título, com 1002 dias confirmados como campeões. Booker T detém o recorde de reinados individuais, com 11, e Ole Anderson o de dias individuais como campeão, com 1059 dias confirmados.
Os Misfits in Action (Corporal Cajun e Lt. Loco) possuem o reinado mais curto, com menos de um dia. Em 1991, os Freebirds (Jimmy Garvin e Michael Hayes) perderam o título em gravações de televisão seis dias antes de conquistarem o título oficialmente. O caso se repetiu em 1995, quando os Nasty Boyz (Brian Knobbs e Jerry Sags), Harlem Heat, e a dupla formada Bunkhouse Buck e Dick Slater tiveram reinados gravados antes de ganharem oficialmente os cinturões. Como resultado, não possuem dias como campeões. No total, houve 143 reinados entre 88 equipes, com 117 campeões individuais.

## História

### Nomes
| Nome                                        | Anos                                                                    |
| ------------------------------------------- | ----------------------------------------------------------------------- |
| NWA World Tag Team Championship             | 29 de janeiro de 1975 — 1 de janeiro de 1991                            |
| WCW World Tag Team Championship             | 1 de janeiro de 1991 — 12 de julho de 1992 1 de setembro de 1993 — 2001 |
| NWA/WCW Unified World Tag Team Championship | 12 de julho de 1992 — 1 de setembro de 1993                             |
| WCW Tag Team Championship                   | 2001 — 18 de novembro de 2001                                           |

### Reinados
| #   | Dupla                                                                  | Reinado | Data                             | Dias com o título | Local               | Evento                                  | Notas | Ref.            |
| --- | ---------------------------------------------------------------------- | ------- | -------------------------------- | ----------------- | ------------------- | --------------------------------------- | --- | --------------- |
| 1   | The Minnesota Wrecking Crew (Gene e Ole Anderson)                      | 1       | 29 de janeiro de 1975            | 106               |                     |                                         | Foram anunciados como vencedores de um torneio fictício pelo título. |                 |
| 2   | Paul Jones e Wahoo McDaniel                                            | 1       | 15 de maio de 1975               | 27                | Greensboro, NC      | Evento ao vivo                          | | [ 1 ]           |
| 3   | The Minnesota Wrecking Crew (Gene e Ole Anderson)                      | 2       | 11 de junho de 1975              | 230               | Raleigh, NC         | Mid-Atlantic Championship Wrestling     | Exibido posteriormente. | [ 2 ]           |
| 4   | Rufus R. Jones e Wahoo McDaniel (2)                                    | 1       | 27 de janeiro de 1976            | 7                 | Columbia, SC        | Evento ao vivo                          | Foi uma luta de duas quedas. Jones e McDaniel venceram por 2-1. | [ 3 ]           |
| 5   | The Minnesota Wrecking Crew (Gene e Ole Anderson)                      | 3       | 3 de fevereiro de 1976           | 92                | Raleigh, NC         | Evento ao vivo                          | | [ 4 ]           |
| 6   | Dino Bravo e Mr. Wrestling                                             | 1       | 5 de maio de 1976                | 54                | Raleigh, NC         | Mid-Atlantic Championship Wrestling     | Exibido posteriormente. | [ 5 ]           |
| 7   | The Minnesota Wrecking Crew (Gene e Ole Anderson)                      | 4       | 28 de junho de 1976              | 181               | Greenville, SC      | Evento ao vivo                          | | [ 6 ]           |
| 8   | Greg Valentine e Ric Flair                                             | 1       | 26 de dezembro de 1976           | 133               | Greensboro, NC      | Evento ao vivo                          | Foi uma luta sem desqualificação. | [ 7 ] [ 8 ]     |
| 9   | The Minnesota Wrecking Crew (Gene e Ole Anderson)                      | 5       | 8 de maio de 1977                | 85                | Charlotte, NC       | Evento ao vivo                          | Foi uma luta em uma jaula de aço. | [ 9 ]           |
| 10  | Mr. Wrestling II e Tony Atlas                                          | 1       | 1 de agosto de 1977              | Mínimo de 1       | Augusta, GA         | Evento ao vivo                          | | [ 10 ]          |
| 11  | The Minnesota Wrecking Crew (Gene e Ole Anderson)                      | 6       | Entre 2 de agosto e 29 de agosto | Mínimo de 25      |                     |                                         | |                 |
| 12  | Dick Slater e Dusty Rhodes                                             | 1       | 23 de setembro de 1977           | 21                | Atlanta, GA         | Evento ao vivo                          | | [ 11 ]          |
| 13  | The Minnesota Wrecking Crew (Gene e Ole Anderson)                      | 7       | 14 de outubro de 1977            | 16                | Atlanta, GA         | Evento ao vivo                          | | [ 12 ]          |
| 14  | Greg Valentine e Ric Flair                                             | 2       | 30 de outubro de 1977            | 157               | Greensboro, NC      | Evento ao vivo                          | | [ 13 ]          |
| —   | Vago                                                                   | —       | 5 de abril de 1978               | 18                | Raleigh, NC         | Mid-Atlantic Championship Wrestling     | Título vago por Jim Crockett, Jr. sob a justificativa de que Flair e Valentine não estavam cumprindo com suas obrigações de campeões. Exibido posteriormente. | [ 14 ]          |
| 15  | Paul Jones (2) e Ricky Steamboat                                       | 1       | 23 de abril de 1978              | 45                | Greensboro, NC      | Evento ao vivo                          | Derrotaram Ken Patera e The Masked Superstar na final de um torneio de 10 duplas pelo título vago. | [ 15 ]          |
| 16  | Baron von Raschke e Greg Valentine (3)                                 | 1       | 7 de junho de 1978               | 202               | Raleigh, NC         | Mid-Atlantic Championship Wrestling     | Exibido posteriormente. | [ 16 ]          |
| 17  | Jimmy Snuka e Paul Orndorff                                            | 1       | 26 de dezembro de 1978           | 120               | Richmond, VA        | Evento ao vivo                          | Foi uma luta sem limite de tempo ou desqualificação. | [ 17 ]          |
| 18  | Baron von Raschke (2) e Paul Jones (3)                                 | 1       | 25 de abril de 1979              | 109               | Raleigh, NC         | NWA World Wide Wrestling                | Exibido em 28 de abril. | [ 18 ]          |
| 19  | Blackjack Mulligan e Ric Flair (3)                                     | 1       | 12 de agosto de 1979             | 10                | Greensboro, NC      | Evento ao vivo                          | | [ 19 ]          |
| 20  | Baron von Raschke (3) e Paul Jones (4)                                 | 2       | 22 de agosto de 1979             | 63                | Raleigh, NC         | NWA World Wide Wrestling                | Exibido posteriormente. | [ 20 ]          |
| 21  | Jay Youngblood e Ricky Steamboat (2)                                   | 1       | 24 de outubro de 1979            | 157               | Raleigh, NC         | Mid-Atlantic Championship Wrestling     | Exibido posteriormente. | [ 21 ]          |
| 22  | Greg Valentine (4) e Ray Stevens                                       | 1       | 29 de março de 1980              | 42                | Charlotte, NC       | Evento ao vivo                          | | [ 22 ]          |
| 23  | Jay Youngblood e Ricky Steamboat (3)                                   | 2       | 10 de maio de 1980               | 43                | Greensboro, NC      | Evento ao vivo                          | Foi uma luta de duas quedas com David Crockett como árbitro. Youngblood e Steamboat venceram por 2-1. | [ 23 ]          |
| 24  | Jimmy Snuka (2) e Ray Stevens (2)                                      | 1       | 22 de junho de 1980              | 158               | Greensboro, NC      | Evento ao vivo                          | | [ 24 ]          |
| 25  | Paul Jones (5) e The Masked Superstar                                  | 1       | 27 de novembro de 1980           | 87                | Greensboro, NC      | Evento ao vivo                          | Foi uma luta em uma jaula de aço. | [ 25 ] [ 26 ]   |
| 26  | Ivan Koloff e Ray Stevens (3)                                          | 1       | 22 de fevereiro de 1981          | 28                | Greensboro, NC      | Evento ao vivo                          | | [ 27 ]          |
| 27  | Paul Jones (6) e The Masked Superstar                                  | 2       | 22 de março de 1981              | 40                | Greensboro, NC      | Evento ao vivo                          | | [ 28 ]          |
| 28  | The Minnesota Wrecking Crew (Gene e Ole Anderson)                      | 8       | 1 de maio de 1981                | 267               | Richmond, VA        | Evento ao vivo                          | | [ 29 ]          |
| —   | Vago                                                                   | —       | 23 de janeiro de 1982            | 154               |                     |                                         | Título vago após Gene Anderson se lesionar. | [ 30 ]          |
| 29  | Ole Anderson (9) e Stan Hansen                                         | 1       | 26 de junho de 1982              | 57                | Atlanta, GA         | Evento ao vivo                          | Derrotaram Jack e Jerry Brisco na final de um torneio para tornarem-se os desafiantes da divisão leste. Receberam o título após os desafiantes Wahoo McDaniel e Don Muraco, vencedores da divisão oeste, se separarem.                                                                            | [ 31 ] [ 30 ]   |
| —   | Vago                                                                   | —       | 22 de agosto de 1982             | 38                |                     |                                         | | [ 30 ]          |
| 30  | Don Kernodle e Sgt. Slaughter                                          | 1       | 29 de setembro de 1982           | 164               | —                   | —                                       | Receberam o título. Na história, venceram o título após derrotar Antonio Inoki e Giant Baba na final de um torneio em Tóquio. | [ 32 ] [ 30 ]   |
| 31  | Jay Youngblood e Ricky Steamboat (4)                                   | 3       | 12 de março de 1983              | 98                | Greensboro, NC      | NWA Final Conflict                      | Foi uma luta em uma jaula de aço com Sandy Scott como árbitro. | [ 33 ]          |
| 32  | The Brisco Brothers (Jack e Jerry Brisco)                              | 1       | 18 de junho de 1983              | 107               | Greenville, SC      | Evento ao vivo                          | | [ 34 ]          |
| 33  | Jay Youngblood e Ricky Steamboat (5)                                   | 4       | 3 de outubro de 1983             | 18                | Greenville, SC      | Evento ao vivo                          | | [ 35 ]          |
| 34  | The Brisco Brothers (Jack e Jerry Brisco)                              | 2       | 21 de outubro de 1983            | 34                | Richmond, VA        | Evento ao vivo                          | | [ 36 ]          |
| 35  | Jay Youngblood e Ricky Steamboat (6)                                   | 5       | 24 de novembro de 1983           | 31                | Greensboro, NC      | Starrcade (1983)                        | Angelo Mosca foi o árbitro da luta. | [ 37 ]          |
| —   | Vago                                                                   | —       | 25 de dezembro de 1983           | 14                |                     |                                         | Título vago após Steamboat se aposentar. |                 |
| 36  | Bob Orton, Jr. e Don Kernodle (2)                                      | 1       | 8 de janeiro de 1984             | 56                | Charlotte, NC       | Evento ao vivo                          | Derrotaram Dory Funk, Jr. e Jimmy Valiant na final de um torneio pelo título vago. | [ 38 ]          |
| 37  | Mark Youngblood e Wahoo McDaniel (3)                                   | 1       | 4 de março de 1984               | 31                | Charlotte, NC       | Evento ao vivo                          | | [ 39 ]          |
| 38  | The Brisco Brothers (Jack e Jerry Brisco)                              | 3       | 4 de abril de 1984               | 31                | Spartanburg, SC     | Evento ao vivo                          | | [ 40 ]          |
| 39  | Mark Youngblood e Wahoo McDaniel (4)                                   | 2       | 5 de maio de 1984                | 3                 | Greensboro, NC      | Evento ao vivo                          | | [ 41 ]          |
| 40  | Don Kernodle (3) e Ivan Koloff (2)                                     | 1       | 8 de maio de 1984                | 165               | Raleigh, NC         | Evento ao vivo                          | | [ 42 ]          |
| 41  | Dusty Rhodes (2) e Manny Fernandez                                     | 1       | 20 de outubro de 1984            | 149               | Greensboro, NC      | Evento ao vivo                          | | [ 43 ]          |
| 42  | The Russians (Ivan Koloff (3), Krusher Khrushchev e Nikita Koloff)     | 1       | 18 de março de 1985              | 113               | Fayetteville, NC    | Evento ao vivo                          | Ivan e Nikita Koloff venceram a luta, mas Krusher Khrushchev também defendia o título sob a Regra dos Freebirds. | [ 44 ]          |
| 43  | The Rock 'n' Roll Express (Ricky Morton e Robert Gibson)               | 1       | 9 de julho de 1985               | 96                | Shelby, NC          | JCP Worldwide                           | Derrotaram Ivan Koloff e Krusher Khrushchev. Exibido em 13 de julho. | [ 45 ]          |
| 44  | The Russians (Ivan Koloff (4) e Nikita Koloff)                         | 2       | 13 de outubro de 1985            | 46                | Charlotte, NC       | Evento ao vivo                          | | [ 46 ]          |
| 45  | The Rock 'n' Roll Express (Ricky Morton e Robert Gibson)               | 2       | 28 de novembro de 1985           | 66                | Greensboro, NC      | Starrcade (1985)                        | Foi uma luta em uma jaula de aço. | [ 47 ]          |
| 46  | The Midnight Express (Bobby Eaton e Dennis Condrey)                    | 1       | 2 de fevereiro de 1986           | 195               | Atlanta, GA         | Superstars on the Superstation          | Exibido em 7 de fevereiro. | [ 48 ] [ 49 ]   |
| 47  | The Rock 'n' Roll Express (Ricky Morton e Robert Gibson)               | 3       | 16 de agosto de 1986             | 112               | Filadélfia, PA      | Evento ao vivo                          | Foi uma luta de duas quedas. Morton e Gibson venceram por 2-1. | [ 50 ]          |
| 48  | Manny Fernandez (2) e Rick Rude                                        | 1       | 6 de dezembro de 1986            | 171               | Atlanta, GA         | World Championship Wrestling            | Gravado e exibido no mesmo dia. | [ 51 ]          |
| 49  | The Rock 'n' Roll Express (Ricky Morton e Robert Gibson)               | 4       | 26 de maio de 1987               | 126               | —                   | —                                       | Ganharam o título após Rude deixar a empresa pela WWF. Na história, derrotaram Fernandez e Ivan Koloff pelo título em Spokane. A luta nunca aconteceu. | [ 52 ]          |
| 50  | The Four Horsemen (Arn Anderson e Tully Blanchard)                     | 1       | 29 de setembro de 1987           | 180               | Misenheimer, NC     | Evento ao vivo                          | Foi uma luta sem desqualificação. | [ 53 ]          |
| 51  | Barry Windham e Lex Luger                                              | 1       | 27 de março de 1988              | 24                | Greensboro, NC      | Clash of the Champions I                | | [ 54 ]          |
| 52  | The Four Horsemen (Arn Anderson e Tully Blanchard)                     | 2       | 20 de abril de 1988              | 143               | Jacksonville, FL    | Evento ao vivo                          | | [ 55 ]          |
| 53  | The Midnight Express (Bobby Eaton e Stan Lane)                         | 1       | 10 de setembro de 1988           | 49                | Filadélfia, PA      | Evento ao vivo                          | | [ 56 ]          |
| 54  | The Road Warriors (Animal e Hawk)                                      | 1       | 29 de outubro de 1988            | 155               | Nova Orleães, LA    | NWA World Wide Wrestling                | Exibido em 19 de novembro. | [ 57 ]          |
| 55  | The Varsity Club (Mike Rotunda e "Dr. Death" Steve Williams)           | 1       | 2 de abril de 1989               | 35                | Nova Orleães, LA    | Clash of the Champions VI               | | [ 58 ]          |
| —   | Vago                                                                   | —       | 7 de maio de 1989                | 38                | Nashville, TN       | WrestleWar (1989)                       | Título vago após o Varsity Club atacar Nikita Koloff, árbitro de uma defesa de título contra os Road Warriors (Animal e Hawk). | [ 59 ]          |
| 56  | The Fabulous Freebirds (Jimmy Garvin e Michael Hayes)                  | 1       | 14 de junho de 1989              | 140               | Ft. Bragg, NC       | Clash of the Champions VII              | Derrotaram The Midnight Express (Bobby Eaton e Stan Lane) na final de um torneio pelo título vago. | [ 60 ]          |
| 57  | The Steiner Brothers (Rick e Scott Steiner)                            | 1       | 1 de novembro de 1989            | 199               | Atlanta, GA         | NWA World Championship Wrestling        | Exibido em 18 de novembro. | [ 61 ]          |
| 58  | Doom (Doom #1/Ron Simmons e Doom #2/Butch Reed)                        | 1       | 19 de maio de 1990               | 281               | Washington, D.C.    | Capital Combat                          | | [ 62 ]          |
| 59  | The Freebirds (Jimmy Garvin e Michael Hayes)                           | 2       | 24 de fevereiro de 1991          | —                 | Phoenix, AZ         | WrestleWar (1991)                       | Os Freebirds perderam o título em gravações de televisão seis dias antes de conquistarem o título oficialmente. | [ 63 ]          |
| 60  | The Steiner Brothers (Rick e Scott Steiner)                            | 2       | 18 de fevereiro de 1991          | 150               | Montgomery, AL      | WCW Power Hour                          | Exibido em 9 de março de 1991. | [ 64 ]          |
| —   | Vago                                                                   | —       | 18 de julho de 1991              | 49                | —                   | —                                       | Título vago após Scott Steiner se lesionar. |                 |
| 61  | The Enforcers (Arn Anderson [3] e Larry Zbyszko)                       | 1       | 5 de setembro de 1991            | 75                | Augusta, GA         | Clash of the Champions XVI              | Derrotaram Bill Kazmier e Rick Steiner na final de um torneio pelo título vago. | [ 65 ]          |
| 62  | Dustin Rhodes e Ricky Steamboat (7)                                    | 1       | 19 de novembro de 1991           | 58                | Savannah, GA        | Clash of the Champions XVII             | | [ 66 ]          |
| 63  | The Dangerous Alliance (Arn Anderson [4] e Bobby Eaton [3])            | 1       | 16 de janeiro de 1992            | 108               | Jacksonville, FL    | Evento ao vivo                          | Foi uma luta de duas quedas. | [ 67 ]          |
| 64  | The Steiner Brothers (Rick e Scott Steiner)                            | 3       | 3 de maio de 1992                | 63                | Chicago, IL         | Evento ao vivo                          | | [ 68 ]          |
| 65  | Terry Gordy e "Dr. Death" Steve Williams (2)                           | 1       | 5 de julho de 1992               | 78                | Atlanta, GA         | Turnê da The Great American Bash (1992) | Derrotaram Barry Windham e Dustin Rhodes na final de um torneio no The Great American Bash (1992) para ganhar o campeonato mundial de duplas da NWA. | [ 70 ]          |
| 66  | Barry Windham (2) e Dustin Rhodes (2)                                  | 1       | 21 de setembro de 1992           | 58                | Atlanta, GA         | WCW Saturday Night                      | Exibido em 3 de outubro. | [ 71 ]          |
| 67  | Ricky Steamboat (8) e Shane Douglas                                    | 1       | 18 de novembro de 1992           | 104               | Macon, GA           | Clash of the Champions XXI              | | [ 72 ]          |
| 68  | The Hollywood Blonds (Brian Pillman e Steve Austin)                    | 1       | 2 de março de 1993               | 169               | Macon, GA           | WCW WorldWide                           | Exibido em 20 de março. | [ 73 ]          |
| 69  | The Four Horsemen (Arn Anderson [5] e Paul Roma)                       | 1       | 18 de agosto de 1993             | 32                | Daytona, FL         | Clash of the Champions XXIV             | Derrotaram Austin e Steven Regal, que substituiu Pillman. Título deixou de ser reconhecido pela National Wrestling Alliance (NWA) em setembro de 1993. | [ 74 ]          |
| 70  | The Nasty Boys (Brian Knobbs e Jerry Sags)                             | 1       | 19 de setembro de 1993           | 15                | Houston, TX         | Fall Brawl (1993)                       | | [ 75 ]          |
| 71  | Marcus Alexander Bagwell e 2 Cold Scorpio                              | 1       | 4 de outubro de 1993             | 20                | Columbus, GA        | WCW Saturday Night                      | Exibido em 23 de outubro. | [ 76 ]          |
| 72  | The Nasty Boys (Brian Knobbs e Jerry Sags)                             | 2       | 24 de outubro de 1993            | 210               | Nova Orleães, LA    | Halloween Havoc (1993)                  | | [ 77 ]          |
| 73  | Cactus Jack e Kevin Sullivan                                           | 1       | 22 de maio de 1994               | 56                | Filadélfia, PA      | Slamboree (1994)                        | Foi uma luta Broad Street Bully com Dave Schultz como árbitro. | [ 78 ]          |
| 74  | Pretty Wonderful (Paul Orndorff [2] e Paul Roma [2])                   | 1       | 17 de julho de 1994              | 70                | Orlando, FL         | Bash at the Beach (1994)                | | [ 79 ]          |
| 75  | Stars and Stripes (Marcus Alexander Bagwell [2] e The Patriot)         | 1       | 25 de setembro de 1994           | 28                | Atlanta, GA         | WCW Main Event                          | | [ 80 ]          |
| 76  | Pretty Wonderful (Paul Orndorff [3] e Paul Roma [3])                   | 2       | 23 de outubro de 1994            | 24                | Detroit, MI         | Halloween Havoc (1994)                  | | [ 81 ]          |
| 77  | Stars and Stripes (Marcus Alexander Bagwell [3] e The Patriot)         | 2       | 16 de novembro de 1994           | 22                | Jacksonville, FL    | Clash of the Champions XXIX             | | [ 82 ]          |
| 78  | Harlem Heat (Booker T e Stevie Ray)                                    | 1       | 8 de dezembro de 1994            | 164               | Atlanta, GA         | WCW Saturday Night                      | Exibido em 14 de janeiro de 1995. | [ 83 ]          |
| 79  | The Nasty Boys (Brian Knobbs e Jerry Sags)                             | 3       | 21 de maio de 1995               | —                 | São Petersburgo, FL | Slamboree (1995)                        | | [ 84 ]          |
| 80  | Harlem Heat (Booker T e Stevie Ray)                                    | 2       | 3 de maio de 1995                | —                 | Orlando, FL         | WCW WorldWide                           | Exibido em 24 de junho de 1995. Quando este episódio foi gravado, em 3 de maio, Harlem Heat ainda eram campeões. | [ 85 ]          |
| 81  | Bunkhouse Buck e Dick Slater (2)                                       | 1       | 21 de junho de 1995              | —                 | Atlanta, GA         | WCW Saturday Night                      | Exibido em 22 de julho de 1995. Quando este episódio foi gravado, em 21 de junho, Harlem Heat ainda não haviam ganhado o título. | [ 86 ]          |
| 82  | Harlem Heat (Booker T e Stevie Ray)                                    | 3       | 17 de setembro de 1995           | 1                 | Asheville, NC       | Fall Brawl (1995)                       | | [ 87 ]          |
| 83  | The American Males (Marcus Alexander Bagwell [4] e Scotty Riggs)       | 1       | 18 de setembro de 1995           | 9                 | Johnson City, TN    | WCW Monday Nitro                        | | [ 88 ]          |
| 84  | Harlem Heat (Booker T e Stevie Ray)                                    | 4       | 27 de setembro de 1995           | 117               | Atlanta, GA         | WCW Saturday Night                      | Exibido em 28 de outubro. | [ 89 ]          |
| 85  | Lex Luger (2) e Sting                                                  | 1       | 22 de janeiro de 1996            | 154               | Las Vegas, NV       | WCW Monday Nitro                        | | [ 90 ]          |
| 86  | Harlem Heat (Booker T e Stevie Ray)                                    | 5       | 24 de junho de 1996              | 30                | Charlotte, NC       | WCW Monday Nitro                        | Foi uma luta Triple Threat também envolvendo os Steiner Brothers (Rick e Scott Steiner). | [ 91 ]          |
| 87  | The Steiner Brothers (Rick e Scott Steiner)                            | 4       | 24 de julho de 1996              | 3                 | Cincinnati, OH      | Evento ao vivo                          | | [ 92 ]          |
| 88  | Harlem Heat (Booker T e Stevie Ray)                                    | 6       | 27 de julho de 1996              | 58                | Dayton, OH          | Evento ao vivo                          | | [ 93 ]          |
| 89  | The Public Enemy (Johnny Grunge e Rocko Rock)                          | 1       | 23 de setembro de 1996           | 8                 | Birmingham, AL      | WCW Monday Nitro                        | | [ 94 ]          |
| 90  | Harlem Heat (Booker T e Stevie Ray)                                    | 7       | 1 de outubro de 1996             | 26                | Canton, OH          | WCW Saturday Night                      | Exibido em 5 de outubro. | [ 95 ]          |
| 91  | The Outsiders (Kevin Nash e Scott Hall)                                | 1       | 27 de outubro de 1996            | 91                | Las Vegas, NV       | Halloween Havoc (1996)                  | | [ 96 ]          |
| 92  | The Steiner Brothers (Rick e Scott Steiner)                            | 5       | 26 de janeiro de 1997            | 1                 | Cedar Rapids, IA    | Souled Out (1997)                       | | [ 97 ]          |
| 93  | The Outsiders (Kevin Nash e Scott Hall)                                | 2       | 27 de janeiro de 1997            | 27                | Des Moines, IA      | WCW Monday Nitro                        | Receberam o título de volta pelo vice-presidente da WCW Eric Bischoff. | [ 98 ]          |
| 94  | Lex Luger (3) e The Giant                                              | 1       | 23 de fevereiro de 1997          | 1                 | São Francisco, CA   | SuperBrawl VII                          | | [ 99 ]          |
| 95  | The Outsiders (Kevin Nash e Scott Hall)                                | 3       | 24 de fevereiro de 1997          | 231               | Sacramento, CA      | WCW Monday Nitro                        | Título devolvido aos Outsiders por Eric Bischoff por Luger não estar medicamente liberado para lutar. | [ 100 ]         |
| 96  | The Steiner Brothers (Rick e Scott Steiner)                            | 6       | 13 de outubro de 1997            | 91                | Tampa, FL           | WCW Monday Nitro                        | Syxx substituiu Nash no combate. Larry Zbyszko foi o árbitro da luta. | [ 101 ]         |
| 97  | The Outsiders (Kevin Nash e Scott Hall)                                | 4       | 12 de janeiro de 1998            | 28                | Jacksonville, FL    | WCW Monday Nitro                        | | [ 102 ]         |
| 98  | The Steiner Brothers (Rick e Scott Steiner)                            | 7       | 9 de fevereiro de 1998           | 13                | El Paso, TX         | WCW Monday Nitro                        | | [ 103 ]         |
| 99  | The Outsiders (Kevin Nash e Scott Hall)                                | 5       | 22 de fevereiro de 1998          | 84                | São Francisco, CA   | SuperBrawl VIII                         | | [ 104 ]         |
| 100 | Sting (2) e The Giant (2)                                              | 1       | 17 de maio de 1998               | 16                | Worcester, MA       | Slamboree (1998)                        | | [ 105 ]         |
| —   | Vago                                                                   | —       | 4 de junho de 1998               | 12                | Peoria, IL          | Thunder                                 | Título vago após a separação de Giant e Sting. | [ 106 ]         |
| 101 | Kevin Nash (6) e Sting (3)                                             | 1       | 14 de junho de 1998              | 36                | Baltimore, MD       | The Great American Bash (1998)          | Sting ganhou de The Giant o título e o direito de escolher um parceiro. Ele escolheu Nash no WCW Monday Nitro de 15 de junho. | [ 107 ] [ 108 ] |
| 102 | Scott Hall (6) e The Giant (3)                                         | 1       | 20 de julho de 1998              | 98                | Salt Lake City, UT  | WCW Monday Nitro                        | | [ 109 ]         |
| 103 | Kenny Kaos e Rick Steiner (8)                                          | 1       | 26 de outubro de 1998            | 70                | Phoenix, AZ         | Halloween Havoc (1998)                  | Steiner e Buff Bagwell derrotaram The Giant e Scott Steiner (que substituía Hall). Como Bagwell abandonou Rick durante a luta, ele ganhou a possibilidade de escolher um novo parceiro na noite seguinte, no WCW Monday Nitro, escolhendo Kaos.                                                   | [ 110 ]         |
| —   | Vago                                                                   | —       | 4 de janeiro de 1999             | 48                | WCW Monday Nitro    | —                                       | Título vago após Steiner se lesionar. | [ 111 ]         |
| 104 | Barry Windham (3) e Curt Hennig                                        | 1       | 21 de fevereiro de 1999          | 21                | Oakland, CA         | SuperBrawl IX                           | Derrotaram Chris Benoit e Dean Malenko na final de um torneio pelo título vago. | [ 112 ]         |
| 105 | The Four Horsemen (Chris Benoit e Dean Malenko)                        | 1       | 14 de março de 1999              | 15                | Louisville, KY      | Uncensored (1999)                       | Foi uma luta lumberjack. | [ 113 ]         |
| 106 | Billy Kidman e Rey Misterio, Jr.                                       | 1       | 29 de março de 1999              | 41                | Toronto, ON         | WCW Monday Nitro                        | | [ 114 ]         |
| 107 | Perry Saturn e Raven                                                   | 1       | 9 de maio de 1999                | 22                | St. Louis, MO       | Slamboree (1999)                        | Foi uma luta Triple Threat também envolvendo Chris Benoit e Dean Malenko. | [ 115 ]         |
| 108 | The Jersey Triad (Chris Kanyon, Diamond Dallas Page e Bam Bam Bigelow) | 1       | 31 de maio de 1999               | 10                | Houston, TX         | WCW Monday Nitro                        | Kanyon substituiu Saturn no combate. Page e Bigelow venceram a luta, mas Kanyon também defendia o título sob a Regra dos Freebirds. | [ 116 ]         |
| 109 | Chris Benoit (2) e Perry Saturn (2)                                    | 1       | 10 de junho de 1999              | 3                 | Syracuse, NY        | Thunder                                 | Derrotaram Kanyon e Page. | [ 117 ]         |
| 110 | The Jersey Triad (Chris Kanyon, Diamond Dallas Page e Bam Bam Bigelow) | 2       | 13 de junho de 1999              | 62                | Baltimore, MD       | The Great American Bash (1999)          | Page e Kanyon venceram a luta, mas Bigelow também defendia o título sob a Regra dos Freebirds. | [ 118 ]         |
| 111 | Harlem Heat (Booker T e Stevie Ray)                                    | 8       | 14 de agosto de 1999             | 9                 | Sturgis, SD         | Road Wild (1999)                        | Derrotaram Bigelow e Kanyon. | [ 119 ]         |
| 112 | The West Texas Rednecks (Barry [4] e Kendall Windham)                  | 1       | 23 de agosto de 1999             | 20                | Las Vegas, NV       | WCW Monday Nitro                        | | [ 120 ]         |
| 113 | Harlem Heat (Booker T e Stevie Ray)                                    | 9       | 12 de setembro de 1999           | 36                | Winston-Salem, NC   | Fall Brawl (1999)                       | | [ 121 ]         |
| 114 | The Filthy Animals (Konnan e Rey Misterio, Jr. [2])                    | 1       | 18 de outubro de 1999            | 6                 | Filadélfia, PA      | WCW Monday Nitro                        | | [ 122 ]         |
| —   | Vago                                                                   | —       | 24 de outubro de 1999            | 0                 | Las Vegas, NV       | Halloween Havoc (1999)                  | Tìtulo vago após Misterio se lesionar. | [ 111 ]         |
| 115 | Harlem Heat (Booker T e Stevie Ray)                                    | 10      | 24 de outubro de 1999            | 1                 | Las Vegas, NV       | Halloween Havoc (1999)                  | Venceram uma Triple Threat Street Fight também envolvendo The First Family (Brian Knobbs e Hugh Morrus) pelo título vago. | [ 123 ]         |
| 116 | The Filthy Animals (Kidman [2] e Konnan [2])                           | 1       | 25 de outubro de 1999            | 28                | Phoenix, Arizona    | WCW Monday Nitro                        | | [ 124 ]         |
| 117 | Creative Control (Gerald e Patrick)                                    | 1       | 22 de novembro de 1999           | 15                | Auburn Hills, MI    | WCW Monday Nitro                        | | [ 125 ]         |
| 118 | Bret Hart e Goldberg                                                   | 1       | 7 de dezembro de 1999            | 6                 | Madison, WI         | Thunder                                 | Exibido em 9 de dezembro. | [ 126 ]         |
| 119 | The Outsiders (Kevin Nash [7] e Scott Hall [7])                        | 6       | 13 de dezembro de 1999           | 14                | Nova Orleães, LA    | WCW Monday Nitro                        | | [ 127 ]         |
| —   | Vago                                                                   | —       | 27 de dezembro de 1999           | 7                 | Houston, TX         | WCW Monday Nitro                        | Título vago após Hall não estar no prédio para uma defesa de cinturão (na história). | [ 128 ]         |
| 120 | Crowbar e David Flair                                                  | 1       | 3 de janeiro de 2000             | 15                | Greenville, SC      | WCW Monday Nitro                        | Derrotaram Kevin Nash e Scott Steiner na final de um torneio pelo título vago. | [ 129 ]         |
| 121 | The Mamalukes (Big Vito e Johnny the Bull)                             | 1       | 18 de janeiro de 2000            | 25                | Evansville, IN      | Thunder                                 | Exibido em 19 de janeiro. | [ 130 ]         |
| 122 | The Harris Brothers (Don e Ron Harris)                                 | 2       | 12 de fevereiro de 2000          | 1                 | Oberhausen, ALE     | Evento ao vivo                          | Venceram o título originalmente como a dupla Creative Control. | [ 131 ]         |
| 123 | The Mamalukes (Big Vito e Johnny the Bull)                             | 2       | 13 de fevereiro de 2000          | 35                | Leipzig, ALE        | Evento ao vivo                          | | [ 132 ]         |
| 124 | The Harris Brothers (Don e Ron Harris)                                 | 3       | 19 de março de 2000              | 22                | Miami, FL           | Uncensored (2000)                       | | [ 133 ]         |
| —   | Vago                                                                   | —       | 10 de abril de 2000              | 6                 | Denver, CO          | WCW Monday Nitro                        | Título vago por Eric Bischoff e Vince Russo. | [ 134 ]         |
| 125 | Buff Bagwell (5) e Shane Douglas (2)                                   | 1       | 16 de abril de 2000              | 29                | Chicago, IL         | Spring Stampede (2000)                  | Derrotaram Ric Flair e The Total Package na final de um torneio pelo título vago. | [ 135 ]         |
| 126 | KroniK (Brian Adams e Bryan Clark)                                     | 1       | 15 de maio de 2000               | 15                | Biloxi, MS          | WCW Monday Nitro                        | The Wall substituiu Bagwell, que foi suspenso. | [ 136 ]         |
| 127 | The Perfect Event (Chuck Palumbo e Shawn Stasiak)                      | 1       | 30 de maio de 2000               | 40                | Boise, ID           | Thunder                                 | Pela estipulação do combate, o título mudaria de mãos caso houvesse uma desqualificação. Exibido em 31 de maio. | [ 137 ]         |
| 128 | KroniK (Brian Adams e Bryan Clark)                                     | 2       | 9 de julho de 2000               | 35                | Daytona Beach, FL   | Bash at the Beach (2000)                | | [ 138 ]         |
| 129 | The Dark Carnival (The Great Muta e Vampiro)                           | 1       | 13 de agosto de 2000             | 1                 | Vancouver, BC       | New Blood Rising                        | | [ 139 ]         |
| 130 | The Filthy Animals (Juventud Guerrera e Rey Misterio, Jr. [3])         | 1       | 14 de agosto de 2000             | 35                | Kelowna, BC         | WCW Monday Nitro                        | | [ 140 ]         |
| —   | Vago                                                                   | —       | 18 de setembro de 2000           | 7                 | Kitchner, ON        | WCW Monday Nitro                        | Título vago após Ernest Miller derrotar Disqo. Pelas regras, se Disqo vencesse, seria comissário da WCW por uma noite; se perdesse, os Filthy Animals abandonariam o título. | [ 141 ]         |
| 131 | The Natural Born Thrillers (Mark Jindrak e Sean O'Haire)               | 1       | 25 de setembro de 2000           | 6                 | Uniondale, NY       | WCW Monday Nitro                        | Foi uma battle royal de duplas também envolvendo 3 Count (Evan Karagias, Shane Helms e Shannon Moore), Don e Ron Harris, Misfits in Action (Corporal Cajun e Lt. Loco), The Filthy Animals (Juventud Guerrera e Rey Misterio, Jr.) e The Jung Dragons (Kaz Hayashi e Jamie-San) pelo título vago. | [ 142 ]         |
| 132 | Misfits in Action (Corporal Cajun e Lt. Loco)                          | 1       | 1 de outubro de 2000             | <1                | Sydney, AUS         | Thunder                                 | Exibido em 9 de outubro de 2000. | [ 143 ]         |
| 133 | The Natural Born Thrillers (Mark Jindrak e Sean O'Haire)               | 2       | 1 de outubro de 2000             | 46                | Sydney, AUS         | Thunder                                 | Exibido em 9 de outubro de 2000. | [ 143 ]         |
| 134 | The Boogie Knights (Alex Wright e Disqo)                               | 1       | 16 de novembro de 2000           | 4                 | Oberhausen, ALE     | Millennium Final                        | General Rection substituiu Disqo na luta. | [ 144 ]         |
| 135 | The Perfect Event (Chuck Palumbo e Shawn Stasiak)                      | 2       | 20 de novembro de 2000           | 6                 | Geórgia, GA         | WCW Monday Nitro                        | Elix Skipper substituiu Inferno na luta. | [ 145 ]         |
| 136 | The Insiders (Diamond Dallas Page [3] e Kevin Nash [8])                | 1       | 26 de novembro de 2000           | 8                 | Milwaukee, WI       | Mayhem (2000)                           | | [ 146 ]         |
| 137 | The Perfect Event (Chuck Palumbo e Shawn Stasiak)                      | 3       | 4 de dezembro de 2000            | 13                | Lincoln, NE         | WCW Monday Nitro                        | Título devolvido ao Perfect Event após se constatar que os Insiders fizeram um pinfall ilegal durante a vitória. | [ 147 ]         |
| 138 | The Insiders (Diamond Dallas Page [4] e Kevin Nash [9])                | 2       | 17 de dezembro de 2000           | 28                | Washington, D.C.    | Starrcade (2000)                        | | [ 148 ]         |
| 139 | The Natural Born Thrillers (Chuck Palumbo [4] e Sean O'Haire [3])      | 1       | 14 de janeiro de 2001            | 205               | Indianapolis, IN    | Sin                                     | Em 23 de março, a World Wrestling Federation (WWF) comprou a WCW. O título tornou-se propriedade da WWF e foi renomeado "WCW Tag Team Championship". Palumbo e O'Haire continuaram como campeões.                                                                                                 | [ 149 ] [ 150 ] |
| 140 | The Brothers of Destruction (Kane e The Undertaker)                    | 1       | 7 de agosto de 2001              | 49                | Los Angeles, CA     | SmackDown!                              | Exibido em 9 de agosto. | [ 151 ]         |
| 141 | Booker T (11) e Test                                                   | 1       | 25 de setembro de 2001           | 13                | Dayton, OH          | SmackDown!                              | Exibido em 27 de outubro. | [ 83 ]          |
| 142 | The Hardy Boyz (Jeff e Matt Hardy)                                     | 1       | 8 de outubro de 2001             | 15                | Indianapolis, IN    | Raw                                     | | [ 152 ]         |
| 143 | The Dudley Boyz (Bubba Ray e D-Von Dudley)                             | 1       | 23 de outubro de 2001            | 26                | Omaha, NE           | SmackDown!                              | Exibido em 25 de outubro. | [ 153 ]         |
| —   | Desativado                                                             | —       | 18 de novembro de 2001           | —                 | Greensboro, NC      | Survivor Series (2001)                  | Título unificado ao campeonato mundial de duplas da WWF quando os Dudleyz Boyz derrotaram os Hardy Boyz em uma jaula de aço. | [ 154 ]         |

## Lista de reinados combinados

### Por equipe

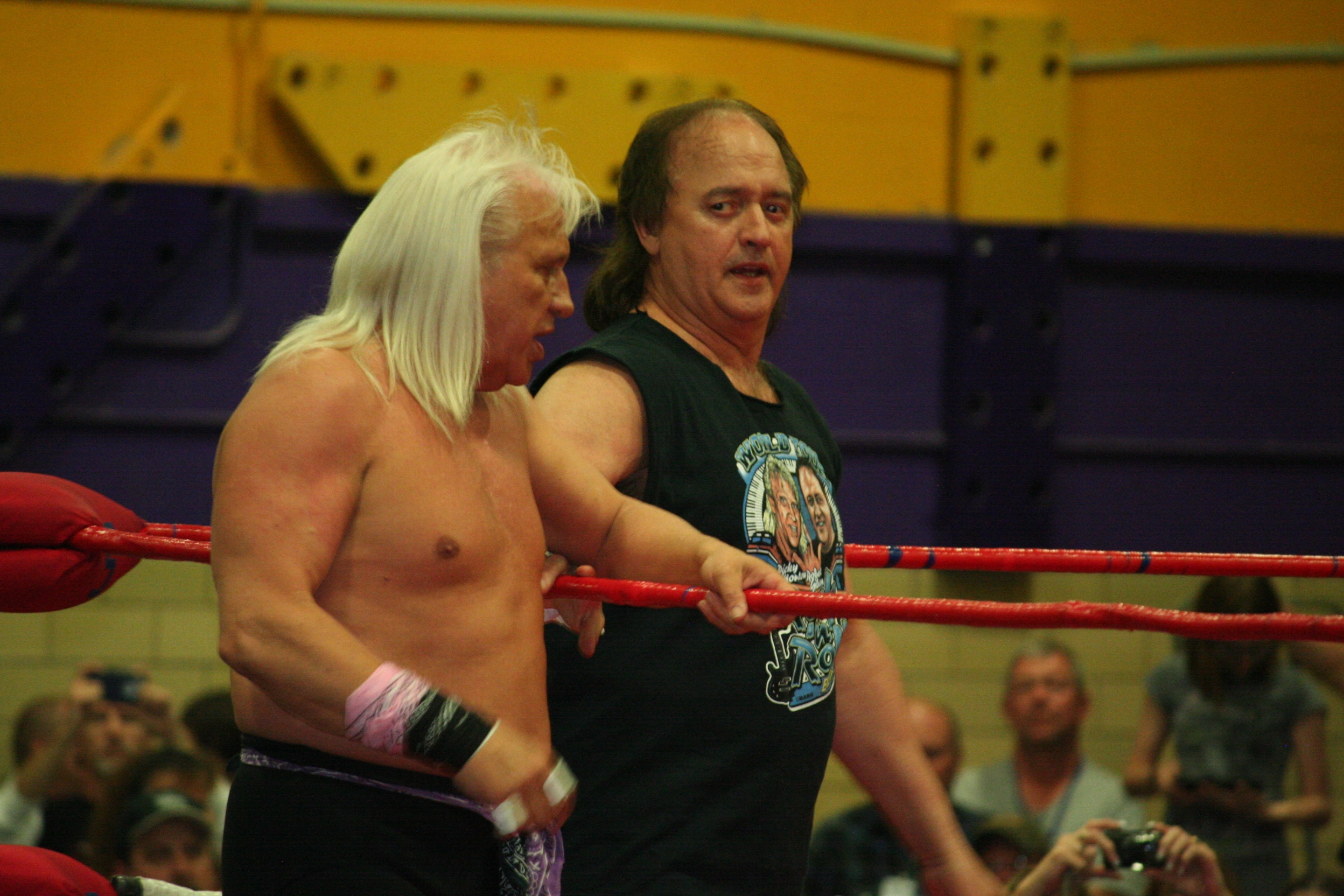
Ricky Morton (esquerda) e Robert Gibson, coletivamente conhecidos como The Rock 'n' Roll Express, são a quinta dupla com maior número de dias como campeões: 400 em quatro reinados.

| Símbolo | Significado |
| ------- | --- |
| ¤       | A duração exata de um ou mais reinados não é exata. Foram contados os dias mínimos para os reinados dos quais não se sabe a data exata. A combinação pode estar incorreta. |

| Pos. | Campeão                                                                  | Nº de reinados | Dias combinados |
| ---- | ------------------------------------------------------------------------ | -------------- | --------------- |
| 1    | The Minnesota Wrecking Crew (Gene e Ole Anderson)                        | 8              | 1.002¤          |
| 2    | The Steiner Brothers (Rick e Scott Steiner)                              | 7              | 520             |
| 3    | The Outsiders (Kevin Nash e Scott Hall)                                  | 6              | 475             |
| 4    | Harlem Heat (Booker T e Stevie Ray)                                      | 10             | 442             |
| 5    | The Rock 'n' Roll Express (Ricky Morton e Robert Gibson)                 | 4              | 400             |
| 6    | Jay Youngblood e Ricky Steamboat                                         | 5              | 347             |
| 7    | The Four Horsemen (Arn Anderson e Tully Blanchard)                       | 2              | 323             |
| 8    | Greg Valentine e Ric Flair                                               | 2              | 290             |
| 9    | Doom (Doom #1/Ron Simmons e Doom #2/Butch Reed)                          | 1              | 281             |
| 10   | The Nasty Boyz (Brian Knobbs e Jerry Sags)                               | 3              | 225             |
| 11   | The Natural Born Thrillers (Chuck Palumbo e Sean O'Haire)                | 1              | 205             |
| 12   | Baron von Raschke e Greg Valentine                                       | 1              | 202             |
| 13   | The Midnight Express (Bobby Eaton e Dennis Condrey)                      | 1              | 195             |
| 14   | The Brisco Brothers (Jack e Jerry Brisco)                                | 3              | 172             |
| 14   | Baron von Raschke e Paul Jones                                           | 2              | 172             |
| 15   | Manny Fernandez e Rick Rude                                              | 1              | 171             |
| 15   | The Brothers of Destruction (Kane e The Undertaker)                      | 1              | 171             |
| 16   | The Hollywood Blonds (Brian Pillman e Steve Austin)                      | 1              | 169             |
| 17   | Don Kernodle e Ivan Koloff                                               | 1              | 165             |
| 18   | Don Kernodle e Sgt. Slaughter                                            | 1              | 164             |
| 19   | Jimmy Snuka e Ray Stevens                                                | 1              | 158             |
| 20   | The Road Warriors (Animal e Hawk)                                        | 1              | 155             |
| 21   | Lex Luger e Sting                                                        | 1              | 154             |
| 22   | Dusty Rhodes e Manny Fernandez                                           | 1              | 149             |
| 23   | The Fabulous Freebirds (Jimmy Garvin e Michael Hayes)                    | 2              | 140             |
| 24   | Paul Jones e The Masked Superstar                                        | 2              | 127             |
| 25   | Jimmy Snuka e Paul Orndorff                                              | 1              | 120             |
| 26   | The Russians (Ivan Koloff, Krusher Khrushchev e Nikita Koloff)           | 1              | 113             |
| 27   | The Dangerous Alliance (Arn Anderson e Bobby Eaton)                      | 1              | 108             |
| 28   | Ricky Steamboat e Shane Douglas                                          | 1              | 104             |
| 29   | Scott Hall e The Giant                                                   | 1              | 98              |
| 30   | Pretty Wonderfull (Paul Orndorff e Paul Roma)                            | 2              | 94              |
| 31   | Terry Gordy e "Dr. Death" Steve Williams                                 | 1              | 78              |
| 32   | The Enforcers (Arn Anderson e Larry Zbyszko)                             | 1              | 75              |
| 33   | The Jersey Triad (Chris Kanyon, Diamond Dallas Page e Bam Bam Bigelow)   | 2              | 72              |
| 34   | Kenny Kaos e Rick Steiner                                                | 1              | 70              |
| 35   | The Mamalukes (Big Vito e Johnny the Bull)                               | 2              | 60              |
| 36   | The Perfect Event (Chuck Palumbo e Shawn Stasiak)                        | 3              | 59              |
| 37   | Barry Windham e Dustin Rhodes                                            | 1              | 58              |
| 38   | Dustin Rhodes e Ricky Steamboat                                          | 1              | 58              |
| 39   | Ole Anderson e Stan Hansen                                               | 1              | 57¤             |
| 40   | Bob Orton, Jr. e Don Kernodle                                            | 1              | 56              |
| 40   | Cactus Jack e Kevin Sullivan                                             | 1              | 56              |
| 41   | Dino Bravo e Mr. Wrestling                                               | 1              | 54              |
| 42   | The Natural Born Thrillers (Mark Jindrak e Sean O'Haire)                 | 2              | 52              |
| 43   | KroniK (Brian Adams e Bryan Clark)                                       | 2              | 50              |
| 43   | Stars and Stripes (Marcus Alexander Bagwell e The Patriot)               | 2              | 50              |
| 44   | The Midnight Express (Bobby Eaton e Stan Lane)                           | 1              | 49              |
| 45   | The Russians (Ivan e Nikita Koloff)                                      | 2              | 46              |
| 46   | Paul Jones e Ricky Steamboat                                             | 1              | 45              |
| 47   | Greg Valentine e Ray Stevens                                             | 1              | 42              |
| 48   | Billy Kidman e Rey Misterio, Jr.                                         | 1              | 41              |
| 49   | Creative Control/The Harris Brothers (Gerald e Patrick/Don e Ron Harris) | 3              | 38              |
| 50   | Kevin Nash e Sting                                                       | 1              | 36              |
| 50   | The Insiders (Diamond Dallas Page e Kevin Nash)                          | 2              | 36              |
| 51   | The Filthy Animals (Juventud Guerrera e Rey Misterio, Jr.)               | 1              | 35              |
| 51   | The Varsity Club (Mike Rotunda e "Dr. Death" Steve Williams)             | 1              | 35              |
| 52   | Mark Youngblood e Wahoo McDaniel                                         | 2              | 34              |
| 53   | The Four Horsemen (Arn Anderson e Paul Roma)                             | 1              | 32              |
| 54   | Buff Bagwell e Shane Douglas                                             | 1              | 29              |
| 55   | Ivan Koloff e Ray Stevens                                                | 1              | 28              |
| 55   | The Filthy Animals (Kidman e Konnan)                                     | 1              | 28              |
| 56   | Paul Jones e Wahoo McDaniel                                              | 1              | 27              |
| 57   | The Dudley Boyz (Bubba Ray e D-Von Dudley)                               | 1              | 26              |
| 58   | Barry Windham e Lex Luger                                                | 1              | 24              |
| 59   | Perry Saturn e Raven                                                     | 1              | 22              |
| 60   | Barry Windham e Curt Hennig                                              | 1              | 21              |
| 60   | Dick Slater e Dusty Rhodes                                               | 1              | 21              |
| 61   | Marcus Alexander Bagwell e 2 Cold Scorpio                                | 1              | 20              |
| 61   | The West Texas Rednecks (Barry e Kendall Windham)                        | 1              | 20              |
| 62   | Sting e The Giant                                                        | 1              | 16              |
| 63   | Crowbar e David Flair                                                    | 1              | 15              |
| 63   | The Four Horsemen (Chris Benoit e Dean Malenko)                          | 1              | 15              |
| 63   | The Hardy Boyz (Jeff e Matt Hardy)                                       | 1              | 15              |
| 64   | Booker T e Test                                                          | 1              | 13              |
| 65   | Blackjack Mulligan e Ric Flair                                           | 1              | 10              |
| 66   | The American Males (Marcus Alexander Bagwell e Scotty Riggs)             | 1              | 9               |
| 67   | The Public Enemy (Johnny Grunge e Rocko Rock)                            | 1              | 8               |
| 68   | Rufus R. Jones e Wahoo McDaniel                                          | 1              | 7               |
| 69   | Bret Hart e Goldberg                                                     | 1              | 6               |
| 69   | The Filthy Animals (Konnan e Rey Misterio, Jr.)                          | 1              | 6               |
| 70   | The Boogie Knights (Alex Wright e Disqo)                                 | 1              | 4               |
| 71   | Chris Benoit e Perry Saturn                                              | 1              | 3               |
| 72   | The Dark Carnival (The Great Muta e Vampiro)                             | 1              | 1               |
| 72   | Lex Luger e The Giant                                                    | 1              | 1               |
| 73   | Mr. Wrestling II e Tony Atlas                                            | 1              | 1¤              |
| 74   | Misfits in Action (Corporal Cajun e Lt. Loco)                            | 1              | <1              |
| 75   | Bunkhouse Buck e Dick Slater                                             | 1              | 0               |

### Por lutador

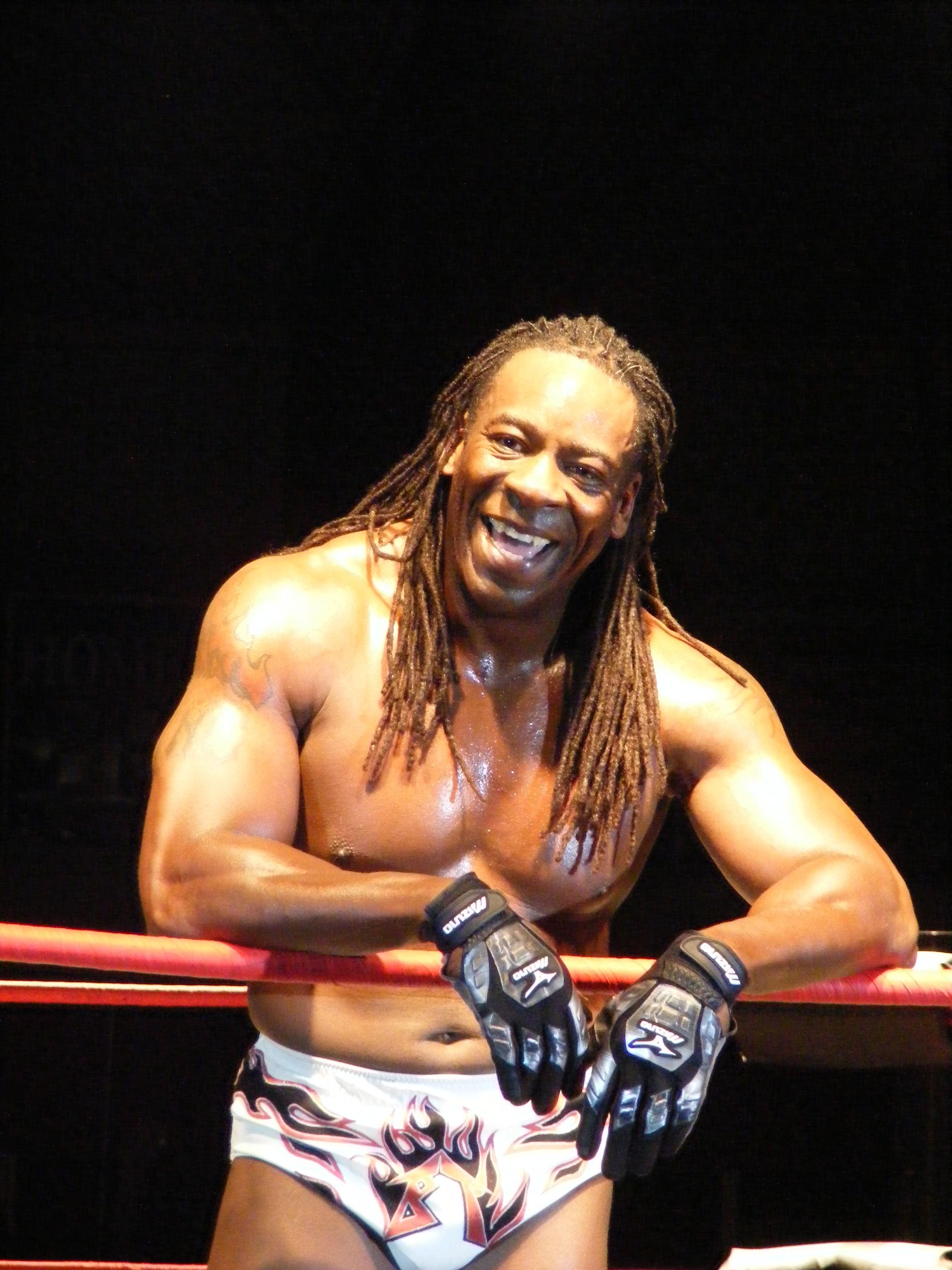
Booker T é o recordista em número de reinados, com 11.

| Pos. | Campeão                               | Nº de reinados | Dias combinados |
| ---- | ------------------------------------- | -------------- | --------------- |
| 1    | Ole Anderson                          | 9              | 1.059¤          |
| 2    | Gene Anderson                         | 8              | 1.002¤          |
| 3    | Rick Steiner                          | 8              | 590             |
| 4    | Scott Hall                            | 7              | 573             |
| 5    | Ricky Steamboat                       | 8              | 554             |
| 6    | Kevin Nash                            | 9              | 547             |
| 7    | Arn Anderson                          | 5              | 538             |
| 8    | Greg Valentine                        | 4              | 534             |
| 9    | Scott Steiner                         | 7              | 520             |
| 10   | Booker T                              | 11             | 455             |
| 11   | Stevie Ray                            | 10             | 442             |
| 12   | Ricky Morton                          | 4              | 400             |
| 12   | Robert Gibson                         | 4              | 400             |
| 13   | Don Kernodle                          | 3              | 385             |
| 14   | Baron von Raschke                     | 3              | 374             |
| 15   | Paul Jones                            | 6              | 371             |
| 16   | Bobby Eaton                           | 3              | 352             |
| 16   | Ivan Koloff                           | 4              | 352             |
| 17   | Jay Youngblood                        | 5              | 347             |
| 18   | Tully Blanchard                       | 2              | 323             |
| 19   | Manny Fernandez                       | 2              | 320             |
| 20   | Ric Flair                             | 3              | 300             |
| 21   | Doom #1/Ron Simmons                   | 1              | 281             |
| 21   | Doom #2/Butch Reed                    | 1              | 281             |
| 22   | Jimmy Snuka                           | 2              | 278             |
| 23   | Chuck Palumbo                         | 4              | 264             |
| 24   | Sean O'Haire                          | 3              | 257             |
| 25   | Ray Stevens                           | 3              | 228             |
| 26   | Brian Knobbs                          | 3              | 225             |
| 26   | Jerry Sags                            | 3              | 225             |
| 27   | Paul Orndorff                         | 3              | 214             |
| 28   | Sting                                 | 3              | 206             |
| 29   | Dennis Condrey                        | 1              | 195             |
| 30   | Lex Luger                             | 3              | 179             |
| 31   | Jack Brisco                           | 3              | 172             |
| 31   | Jerry Brisco                          | 3              | 172             |
| 32   | Kane                                  | 1              | 171             |
| 32   | Rick Rude                             | 1              | 171             |
| 32   | The Undertaker                        | 1              | 171             |
| 33   | Dusty Rhodes                          | 2              | 170             |
| 34   | Brian Pillman                         | 1              | 169             |
| 34   | Steve Austin                          | 1              | 169             |
| 35   | Sgt. Slaughter                        | 1              | 164             |
| 36   | Nikita Koloff                         | 2              | 159             |
| 37   | Road Warrior Animal                   | 1              | 155             |
| 37   | Road Warrior Hawk                     | 1              | 155             |
| 38   | Jimmy Garvin                          | 2              | 140             |
| 38   | Michael Hayes                         | 2              | 140             |
| 39   | Shane Douglas                         | 2              | 133             |
| 40   | The Masked Superstar                  | 2              | 127             |
| 41   | Paul Roma                             | 3              | 126             |
| 42   | Barry Windham                         | 4              | 123             |
| 43   | Dustin Rhodes                         | 2              | 116             |
| 44   | The Giant                             | 3              | 115             |
| 45   | "Dr. Death" Steve Williams            | 2              | 113             |
| 45   | Krusher Khrushchev                    | 1              | 113             |
| 46   | Diamond Dallas Page                   | 4              | 108             |
| 47   | Marcus Alexander Bagwell/Buff Bagwell | 5              | 108             |
| 48   | Rey Misterio, Jr.                     | 3              | 82              |
| 49   | Terry Gordy                           | 1              | 78              |
| 50   | Larry Zbyszko                         | 1              | 75              |
| 51   | Chris Kanyon                          | 2              | 72              |
| 51   | Bam Bam Bigelow                       | 2              | 72              |
| 52   | Kenny Kaos                            | 1              | 70              |
| 53   | Billy Kidman                          | 2              | 69              |
| 54   | Wahoo McDaniel                        | 4              | 68              |
| 55   | Big Vito                              | 2              | 60              |
| 55   | Johnny the Bull                       | 2              | 60              |
| 56   | Shawn Stasiak                         | 3              | 59              |
| 57   | Stan Hansen                           | 1              | 57              |
| 58   | Bob Orton, Jr.                        | 1              | 56              |
| 58   | Cactus Jack                           | 1              | 56              |
| 58   | Kevin Sullivan                        | 1              | 56              |
| 59   | Dino Bravo                            | 1              | 54              |
| 59   | Mr. Wrestling                         | 1              | 54              |
| 60   | Mark Jindrak                          | 2              | 52              |
| 61   | Brian Adams                           | 2              | 50              |
| 61   | Bryan Clark                           | 2              | 50              |
| 61   | The Patriot                           | 2              | 50              |
| 62   | Stan Lane                             | 1              | 49              |
| 63   | Patrick/Don Harris                    | 3              | 38              |
| 63   | Gerald/Ron Harris                     | 3              | 38              |
| 64   | Juventud Guerrera                     | 1              | 35              |
| 64   | Mike Rotunda                          | 1              | 35              |
| 65   | Konnan                                | 2              | 34              |
| 65   | Mark Youngblood                       | 2              | 34              |
| 66   | Chris Benoit                          | 2              | 28              |
| 67   | Perry Saturn                          | 2              | 28              |
| 68   | Bubba Ray Dudley                      | 1              | 26              |
| 68   | D-Von Dudley                          | 1              | 26              |
| 69   | Raven                                 | 1              | 22              |
| 70   | Curt Hennig                           | 1              | 21              |
| 70   | Dick Slater                           | 2              | 21              |
| 71   | 2 Cold Scorpio                        | 1              | 20              |
| 71   | Kendall Windham                       | 1              | 20              |
| 72   | Crowbar                               | 1              | 15              |
| 72   | David Flair                           | 1              | 15              |
| 72   | Dean Malenko                          | 1              | 15              |
| 72   | Jeff Hardy                            | 1              | 15              |
| 72   | Matt Hardy                            | 1              | 15              |
| 73   | Test                                  | 1              | 13              |
| 74   | Blackjack Mulligan                    | 1              | 10              |
| 75   | Scotty Riggs                          | 1              | 9               |
| 76   | Johnny Grunge                         | 1              | 8               |
| 76   | Rocko Rock                            | 1              | 8               |
| 77   | Rufus R. Jones                        | 1              | 7               |
| 78   | Bret Hart                             | 1              | 6               |
| 78   | Goldberg                              | 1              | 6               |
| 79   | Alex Wright                           | 1              | 4               |
| 79   | Disqo                                 | 1              | 4               |
| 80   | The Great Muta                        | 1              | 1               |
| 80   | Vampiro                               | 1              | 1               |
| 81   | Corporal Cajun                        | 1              | <1              |
| 81   | Lt. Loco                              | 1              | <1              |
| 82   | Mr. Wrestling II                      | 1              | 1¤              |
| 82   | Tony Atlas                            | 1              | 1¤              |
| 83   | Bunkhouse Buck                        | 1              | 0               |